# Wiktor Nikolajewitsch Tregubow
Wiktor Nikolajewitsch Tregubow (russisch Виктор Николаевич Трегубов; * 13. April 1965 in Schachty) ist ein ehemaliger sowjetisch-russischer Gewichtheber und Olympiasieger.

## Karriere
Tregubow erreichte 1986 bei den sowjetischen Meisterschaften erstmals eine Podiumsplatzierung. Im Mittelschwergewicht bis 90 kg belegte er mit 397,5 kg (180,0/ 217,5 kg) den dritten Platz hinter Anatoli Chrapaty und Sergei Kopytow mit jeweils 400,0 kg im Zweikampf. 1987 hatte Tregubow bei den Europameisterschaften in Reims seinen ersten internationalen Einsatz und wurde mit 405,0 kg (185,0/ 220,0 kg) Dritter. Der Erstplatzierte Chrapaty erzielte 415,0 kg vor dem Bulgaren Rumen Teodosiew mit 410,0 kg.
Seinen nächsten internationalen Einsatz hatte Tregubow erst wieder 1991, als er bei den Europameisterschaften in Władysławowo mit einer Zweikampfleistung von 392,5 kg (180,0/ 212,5 kg) im 1. Schwergewicht bis 100 kg Zweiter hinter Igor Sadykov mit 405,0 kg wurde. Dieser Wettkampf war Tregubows letzter Start für die Sowjetunion.
Bei den Olympischen Spielen 1992 in Barcelona trat er für das Vereinte Team an und konnte sich mit 190 kg im Reißen, 220,0 kg im Stoßen und einer daraus resultierenden Zweikampfleistung von 410,0 kg olympisches Gold in der Klasse bis 100 kg sichern. Der Zweitplatzierte Tymur Tajmasow erzielte 402,5 kg, vor Waldemar Malak mit 400,0 kg.
Zu seiner ersten Weltmeisterschaft 1993 in Melbourne startete Tregubow erstmals für Russland. Mit 407,5 kg (185,0/ 222,5 kg) im Zweikampf in der neu geschaffenen Gewichtsklasse bis 99 kg gewann er Gold vor Sergei Syrzow, der ebenfalls 407,5 kg erzielte, aber über ein Kilogramm schwerer war. Da mit der Einführung der neuen Gewichtsklassen die alten Weltrekorde nicht länger Bestand hatten, bedeutete Tregubows Leistung im Stoßen sowie im Zweikampf gleichzeitig einen neuen Weltrekord im 1. Schwergewicht bis 100 kg.
Ein Jahr später zur WM in Istanbul reichten Tregubows 405,0 kg (185,0/ 220,0 kg) für den zweiten Platz, nachdem sich Syrzow auf 417,5 kg steigern konnte. Dies stellte Tregubows letzten Start bei einer internationalen Meisterschaft dar.

## Bestleistungen
- Reißen: 190,0 kg in der Klasse bis 100 kg bei den Olympischen Spielen 1992 in Barcelona
- Stoßen: 222,5 kg in der Klasse bis 99 kg bei den Weltmeisterschaften 1993 in Melbourne
- Zweikampf: 410,0 kg (190,0/ 220,0 kg) in der Klasse bis 100 kg bei den Olympischen Spielen 1992 in Barcelona